# Rudolf Zöhrer
Rudolf Zöhrer (* 28. März 1911; † 15. Februar 2000) war ein österreichischer Fußballspieler auf der Position des Tormanns. Während der 1930er Jahre absolvierte der Nationalspieler unter anderem ein Match für das legendäre Wunderteam. Seine größten Erfolge erreichte er jedoch mit dem Gewinn des Mitropapokals 1936 mit FK Austria Wien.

## Karriere
Rudi Zöhrer begann seine Karriere als Fußballspieler beim Arbeitersport-Verein SC Nord-Wien 1912 in Jedlesee, von wo er 1930 zum professionellen Bezirksnachbarn Admira wechselte. Bereits in seiner ersten Saison 1932 als Stammgoalie bei den Schwarz-Weißen konnte er das Double gewinnen. Diesen Erfolg konnte Rudi Zöhrer 1934 wiederholen, musste allerdings noch vor Saisonende Peter Platzer seine Position übergeben. Bei seiner Zeit in Jedlesee kam der Tormann auch zu einem Einsatz im Wunderteam. Beim 4:3-Sieg in Stockholm über Schweden bekam er allerdings keine guten Kritiken, so dass er längere Zeit nicht mehr von Hugo Meisl für das berücksichtigt wurde.
Der Tormann kam nach seiner Ablöse durch Platzer zur Austria Wien, wo er bis zur Beendigung seiner Karriere spielte. Mit dem Team von Matthias Sindelar war Rudi Zöhrer vor allem im Cup erfolgreich. 1935 und 1936 hütete er jeweils beim Sieg der Violetten das Tor. Sein größter Triumph gelang ihm in Ober Sankt Veit mit dem Gewinn des Mitropacups 1936, dem Vorläufer des heutigen Europapokals. Mit diesen guten Leistungen spielte er sich auch wieder in die Nationalmannschaft. Mit dem Team schaffte er die WM-Qualifikation gegen Lettland, konnte allerdings nach der Annexion Österreichs durch das Deutsche Reich nicht daran teilnehmen. Während des Zweiten Weltkrieges blieb er bei der arg gebeutelten Austria.
Zöhrer war von der Wehrmacht befreit. Seine teilweise langen Spielpausen sind weitgehend mit Verletzungen zu erklären. Zeitweise wurde ihm auch Josef Spale als Tormann vorgezogen. Hauptberuflich war Zöhrer beim städtischen Elektrizitätswerk beschäftigt.
Er wurde am Stammersdorfer Zentralfriedhof bestattet.
Im Jahr 2006 wurde in Wien-Floridsdorf (21. Bezirk) der Rudolf-Zöhrer-Weg nach ihm benannt.

## Stationen
- SK Admira Wien (1931–1934)
- FK Austria Wien (1934–1943)

## Erfolge
- 1 × Mitropacupsieger: 1936
- 2 × Österreichischer Meister 1932, 1934 (Admira)
- 4 × Österreichischer Cupsieger 1932, 1934 (Admira), 1935, 1936 (Austria)